# Ivanovo (Sjoemen)
Ivanovo (Bulgaars: Иваново) is een dorp in het oosten van Bulgarije. Het dorp ligt in de gemeente Varbitsa, oblast Sjoemen. Het dorp ligt hemelsbreed ongeveer 26 km ten zuidwesten van Sjoemen en 280 km ten noordoosten van Sofia.

## Bevolking
Op 31 december 2020 woonden er 413 personen in het dorp Ivanovo. Het aantal inwoners vertoont al enkele decennia een dalende trend: in 1946 woonden er nog 1.271 personen in het dorp.
| Bevolkingsontwikkeling tussen 1934 en 2020          |
| --------------------------------------------------- |
|                                                     |
| Bron: Nationaal Statistisch Instituut van Bulgarije |

Het dorp heeft een gemengde bevolkingssamenstelling. In de optionele volkstelling van 2011 identificeerden 225 van de 477 ondervraagden zichzelf als etnische "Turken", terwijl 133 personen zichzelf als "Bulgaren" identificeerden en 117 ondervraagden als "Roma". De overige ondervraagden hebben geen etnische achtergrond gespecificeerd.
| Etnische samenstelling van de respondenten (2011) | Etnische samenstelling van de respondenten (2011) | Etnische samenstelling van de respondenten (2011) | Etnische samenstelling van de respondenten (2011) | Etnische samenstelling van de respondenten (2011) |
| ------------------------------------------------- | ------------------------------------------------- | ------------------------------------------------- | ------------------------------------------------- | ------------------------------------------------- |
|                                                   |                                                   |                                                   |                                                   |                                                   |
| Bulgaren                                          | Bulgaren                                          |                                                   | 27,9%                                             | 27,9%                                             |
| Turken                                            | Turken                                            |                                                   | 47,2%                                             | 47,2%                                             |
| Roma                                              | Roma                                              |                                                   | 24,5%                                             | 24,5%                                             |
| Anders/Onbekend                                   | Anders/Onbekend                                   |                                                   | 0,4%                                              | 0,4%                                              |

Van de 489 inwoners die in februari 2011 werden geregistreerd, waren er 80 jonger dan 15 jaar oud (16,4%), gevolgd door 317 personen tussen de 15-64 jaar oud (64,8%) en 92 personen van 65 jaar of ouder (18,8%).